# Profilanalyse (Zweitspracherwerb)
Das Verfahren der Profilanalyse der „syntaktischen Progression“, also des „Fortschreitens in Sachen Bildung von Sätzen“ bei Kindern im Zweitspracherwerb ist ein Analyseverfahren, das auf Harald Clahsen (1985) zurückgeht. Er konnte bei italienischen Grundschulkindern empirisch 6 Stufen beim Erwerb der deutschen Satzstruktur ermitteln, die in einer festen Reihenfolge durchlaufen werden.

## Syntaxprogression bei Kindern
Die Notwendigkeit für die Erhebung der Syntaxprogression bei Kindern mit Migrationshintergrund begründet sich auf den Ergebnissen, die Manfred Pienemann 1986 in einer Studie ermitteln konnte, in der er den Einfluss gezielter Sprachförderung auf die Erwerbssequenzen untersuchte. Es konnte gezeigt werden, dass die Förderung von syntaktischen Strukturen progredient erfolgt. Dabei bringt es keinen Gewinn, Übungen einer Profilstufe zu überspringen; dies könnte nicht nur nutzlos sein, sondern sogar zu einer Verlangsamung oder Stagnation der Sprachentwicklung führen. Übungen machen nur Sinn, wenn sie auf der Stufe der nächsten Entwicklung liegen.

## Progressionsstufen nach Wilhelm Grießhaber
Wilhelm Grießhaber vereinfacht die Analyse der Erwerbssequenz bzw. reduziert die sechs von Manfred Pienemann gefundenen auf vier:
Die erste Stufe enthält Äußerungen, die der Wortstellung im einfachen deutschen Hauptsatz mit Subjekt-Verb-Objekt-Reihung entsprechen.
Bei der zweiten Stufe wird die für das Deutsche sehr charakteristische Trennung von finitem Verb und infiniten Verbteilen erworben. Damit sind eine Vielzahl differenzierter Aussagen möglich: Modifizierung einer Äußerung nach der Modalität (mit Modalverben) oder der Nichtaktualität (Hilfsverb zur Perfektbildung) und schließlich die schon von Mark Twain anschaulich geschilderte und beklagte Trennung von Verbstamm und abgetrennter Vorsilbe, die notwendig wird, wenn man Aktionen mit trennbaren Vorsilben differenzierter und genauer ausdrücken will. Die deutsche Wortstellung verlangt vom Sprecher (und vom Hörer), dass er Informationen trennt, die eigentlich zusammengehören (z. B. Hilfsverb und Vollverb beim Perfekt) und die in den meisten Sprachen auch in Kontaktstellung realisiert werden. Der Sprecher muss also diese kompakte Information in mehrere Wörter aufteilen und dann zwischen die gespreizten Wörter Informationen packen, die 'logisch' erst nach dem kompakten Prädikat folgen. Damit diese Operation beim freien Sprechen funktioniert, müssen vorher schon elementare Operationen erworben und automatisiert worden sein.
Bei der dritten Stufe werden nach vorangestellten Adverbialen Verb und Subjekt vertauscht. Dies ist ebenfalls eine Eigentümlichkeit des Deutschen. Die Voranstellung eröffnet dem Sprecher mit der Frontierung von Informationen am Satzanfang neue expressive Ausdrucksmöglichkeiten. Bei kindlichen Erzählungen ermöglicht sie die einfache Verkettung von einzelnen Aussagen zu einer zusammengehörenden Folge (erst später werden auch andere Mittel der Verkettung erworben). Die grammatisch bedingte Inversion von Subjekt und Finitum stellt ebenfalls eine Änderung der kanonischen Abfolge von Äußerungseinheiten dar. Ein Verstoß wird von deutschen Muttersprachlern sehr sensibel als Fehler registriert. Mit der Voranstellung von Adverbialen verschiebt sich der Fokus auf das dem Verb folgende Subjekt, das bei normaler Stellung unbetont bliebe. Offensichtlich wird diese Stellungsvertauschung erst dann erworben, wenn vorher schon die Trennung des Prädikats in verschiedene Wörter erworben wurde.
Bei der vierten Stufe wird schließlich die Nebensatzstellung mit Endstellung des Finitums erworben. Auch diese Wortstellungsregel mit der Variation des Finitums je nach Status des Satzes stellt eine deutsche Besonderheit dar. Hier erwirbt der Lerner die ganze Fülle differenzierter Ausdrucksmöglichkeiten, die ihm Nebensätze eröffnen. Dabei muss er lernen, dass nach subordinierenden Konjunktionen (dass, wenn, …) das Finitum an das Äußerungsende rückt. Auch dies stellt wieder hohe Ansprüche an die mentale Planung. Die kanonische Abfolge von Aktor, Aktion (Verb) und Objekt wird grundlegend geändert. Dabei muss schon bei der Planbildung der Äußerung die Art der Aktion (des Verbs) irgendwie angelegt sein, doch mit ihrer Realisierung muss gewartet werden, bis das von der Aktion logisch betroffene Objekt schon versprachlicht ist. Diese Operation wird offensichtlich erst dann erworben, wenn schon die Vertauschung von Subjekt und Finitum beherrscht wird.